# Andreas Lübeck
Andreas Lübeck (* 15. Dezember 1956 in Bünde) ist ein ehemaliger deutscher Radrennfahrer.

## Sportliche Laufbahn
Lübeck war im Straßenradsport aktiv. Er begann 1970 im Verein RC Olympia Bünde mit dem Radsport. 1980 wechselte er zur RSG Hercules Nürnberg.
1980 gewann Lübeck mit Friedrich von Loeffelholz, Dieter Burkhardt und Dieter Flögel die nationale Meisterschaft im Mannschaftszeitfahren. Der Titel wurde der RSG Hercules Nürnberg allerdings wieder aberkannt. Grund war ein positiver Dopingtest von Flögel und der Titel blieb vakant. Bei den Militär-Weltmeisterschaften (CISM) 1977 in Belgien belegte er mit der Vierermannschaft den dritten Platz. 1979 startete er mit der Nationalmannschaft in der Chile-Rundfahrt und gewann dort zwei Etappen. 1980 war er in der Paderborn-Rundfahrt erfolgreich. Lübeck war als Nationalfahrer im Vorbereitungskader des Bundes Deutscher Radfahrer für die Olympischen Sommerspiele in Moskau, konnte aber wegen des Olympiaboykotts nicht teilnehmen. Mit 24 Jahren beendete er seine aktive Laufbahn und eröffnete in seiner Heimatstadt ein Fahrradgeschäft. Später wurde er Unternehmensberater.